# Marius Trésor
Marius Trésor (* 15. leden 1950, Sainte-Anne, Guadeloupe) je bývalý francouzský fotbalista, který hrával na pozici obránce. Pelé ho roku 2004 zařadil mezi 125 nejlepších žijících fotbalistů. S FC Girondins de Bordeaux získal roku 1984 titul francouzského mistra, s Olympiquem Marseille roku 1976 francouzský pohár. Ve francouzské lize odehrál 438 zápasů a dal 12 gólů. S francouzskou reprezentací hrál na dvou světových šampionátech, v Argentině 1978 a ve Španělsku 1982 (4. místo). Celkem za národní tým odehrál 65 zápasů a vstřelil 4 branky. Roku 1972 byl vyhlášen nejlepším fotbalistou Francie.